# Lady Night
Lady Night é um late-night talk show brasileiro produzido e exibido pelo canal por assinatura Multishow desde 10 de abril de 2017, com a apresentação da atriz e humorista Tatá Werneck.

## Formato
Lady Night trata-se de um programa de entrevistas no formato de late-night talk show — tipo de atração que vai ao ar nos finais de noite na grade de programação e, geralmente, conta com brincadeiras, esquetes e quadros de humor.

## Produção
Para produzir a atração, o Multishow usou a infraestrutura dos Estúdios Globo — sendo o primeiro programa do canal a ser gravado neste local como resultado da parceira TV Globo-Globosat — e contando com produção da Floresta.
Tatá Werneck, além de apresentar, também foi responsável pela criação do programa, além de escrever o roteiro, as músicas e editar o programa.

## Exibição

#### Multishow
O programa estreou em 10 de abril de 2017, exibido na linha de shows às 22h30. A primeira temporada da atração contou com 25 episódios. Exibido entre 10 de abril a 12 de maio de 2017. Tal como outras atrações dos canal, o programa foi colocado para streaming no serviço Multishow Play, que não existe mais. O programa foi transferido para o Globoplay, assim como a grande maioria dos programas da emissora (Multishow) onde se encontra até hoje.
Devido ao sucesso da primeira temporada, uma segunda foi produzida no mesmo ano, exibida entre 9 de outubro a 6 de novembro de 2017. A terceira temporada foi exibida entre 12 de novembro a 14 de dezembro de 2018. A quarta temporada foi exibida entre 15 e 29 de julho de 2019. A temporada foi mais curta do que as outras por conta da gravidez da apresentadora. A quinta temporada estreou em 3 de novembro de 2020, com plateia virtual e seguindo todos os protocolos de segurança por conta da pandemia de COVID-19. O programa não foi exibido em 11 de novembro por conta do Prêmio Multishow 2020. A sexta temporada estreou em 15 de novembro de 2021.

#### TV Globo
Desde 17 de janeiro de 2019, a TV Globo transmite os episódios do programa em sua programação, nas noites de quinta-feira. Este é o primeiro programa do Multishow a ser exibido na emissora.
Nesta 1ª exibição, teria 13 episódios, sendo exibida até 11 de abril. Porém, com o grande sucesso que fez, foi esticado para 22 de agosto, contendo 32 episódios misturados da primeira e segunda temporada.
No ano seguinte, retornou com novos episódios a partir de 23 de janeiro de 2020, após o Big Brother Brasil 20. Porém, desta vez, o talk show retornou com baixos índices de audiência, chegando a ficar atrás do programa humorístico A Praça É Nossa (exibido no SBT) na entrevista com Caetano Veloso exibida em 29 de fevereiro. Programada para acabar em 23 de julho, a temporada se encerrou em 18 de junho de 2020, misturando programas da terceira e quarta temporada.
Por conta desses incidentes, não retornou em 2021. Sua terceira leva de episódios estreou em 20 de janeiro de 2022 e se encerrou em 2 de junho, contando com 20 programas misturadas da quinta e sexta temporada, tendo uma boa audiência comparada ao ano anterior. Em todas as ocasiões do programa na TV Globo, ele foi sucedido na programação pela série The Good Doctor.
A sua quarta leva de episódios foi exibida de 26 de janeiro até 27 de abril de 2023, desta vez a temporada foi substituída pelo Linha Direta.

## Elenco
Apresentação
- Tatá Werneck[25]

Humoristas
- Marco Gonçalves
- Felipe Gracindo (até 2018)
- Daniel Furlan[26] (até 2018)

## Resumo
| Temporada | Temporada | Episódios | Episódios | Originalmente exibido  | Originalmente exibido  |
| Temporada | Temporada | Episódios | Episódios | Estreia da temporada   | Final da temporada     |
| --------- | --------- | --------- | --------- | ---------------------- | ---------------------- |
|           | 1         | 25        | 25        | 10 de abril de 2017    | 12 de maio de 2017     |
|           | 2         | 20        | 20        | 9 de outubro de 2017   | 6 de novembro de 2017  |
|           | 3         | 25        | 25        | 12 de novembro de 2018 | 14 de dezembro de 2018 |
|           | 4         | 11        | 11        | 15 de julho de 2019    | 29 de julho de 2019    |
|           | 5         | 14        | 14        | 3 de novembro de 2020  | 21 de novembro de 2020 |
|           | 6         | 15        | 15        | 15 de novembro de 2021 | 6 de dezembro de 2021  |
|           | 7         | 15        | 15        | 21 de novembro de 2022 | 14 de dezembro de 2022 |
|           | 8         | 30        | 30        | 14 de outubro de 2024  | 22 de novembro de 2024 |
|           | 9         | 17        | 17        | 18 de agosto de 2025   | 9 de setembro de 2025  |

## Episódios

### Primeira temporada (2017)
| N.º no prog. | N.º na temp. | Convidado(s)                    | Data de exibição    |
| ------------ | ------------ | ------------------------------- | ------------------- |
| 01           | 01           | Bruna Marquezine                | 10 de abril de 2017 |
| 02           | 02           | Anitta                          | 11 de abril de 2017 |
| 03           | 03           | Sandy                           | 12 de abril de 2017 |
| 04           | 04           | Daniel                          | 13 de abril de 2017 |
| 05           | 05           | Celso Portiolli Maria Gadú      | 14 de abril de 2017 |
| 06           | 06           | Rafinha Bastos                  | 17 de abril de 2017 |
| 07           | 07           | Claudia Leitte                  | 18 de abril de 2017 |
| 08           | 08           | Marcos & Belutti                | 19 de abril de 2017 |
| 09           | 09           | Tiago Iorc                      | 20 de abril de 2017 |
| 10           | 10           | Padre Fábio de Melo             | 21 de abril de 2017 |
| 11           | 11           | Fernanda Souza                  | 24 de abril de 2017 |
| 12           | 12           | Marcelo D2                      | 25 de abril de 2017 |
| 13           | 13           | Naiara Azevedo                  | 26 de abril de 2017 |
| 14           | 14           | Ludmilla                        | 27 de abril de 2017 |
| 15           | 15           | Mr. Catra                       | 28 de abril de 2017 |
| 16           | 16           | Joelma                          | 01 de maio de 2017  |
| 17           | 17           | Bela Gil                        | 02 de maio de 2017  |
| 18           | 18           | Ana Paula Renault               | 03 de maio de 2017  |
| 19           | 19           | Rafael Infante Gabriel Louchard | 04 de maio de 2017  |
| 20           | 20           | Paula Fernandes                 | 05 de maio de 2017  |
| 21           | 21           | Gregório Duvivier Arthur Aguiar | 08 de maio de 2017  |
| 22           | 22           | Mariana Ximenes                 | 09 de maio de 2017  |
| 23           | 23           | João Baldasserini               | 10 de maio de 2017  |
| 24           | 24           | Compadre Washington             | 11 de maio de 2017  |
| 25           | 25           | Simone & Simaria                | 12 de maio de 2017  |

### Segunda temporada (2017)
| N.º no prog. | N.º na temp. | Convidado(s)                              | Data de exibição       |
| ------------ | ------------ | ----------------------------------------- | ---------------------- |
| 26           | 01           | Neymar                                    | 09 de outubro de 2017  |
| 27           | 02           | Cauã Reymond                              | 10 de outubro de 2017  |
| 28           | 03           | Daniela Mercury Pabllo Vittar             | 11 de outubro de 2017  |
| 29           | 04           | Cleo                                      | 12 de outubro de 2017  |
| 30           | 05           | Glória Maria                              | 13 de outubro de 2017  |
| 31           | 06           | Caio Castro                               | 16 de outubro de 2017  |
| 32           | 07           | Luan Santana                              | 17 de outubro de 2017  |
| 33           | 08           | Gretchen Caroline Trentini                | 18 de outubro de 2017  |
| 34           | 09           | Dennis Carvalho Wanessa Camargo           | 19 de outubro de 2017  |
| 35           | 10           | Maisa Silva Whindersson Nunes             | 20 de outubro de 2017  |
| 36           | 11           | Marina Ruy Barbosa                        | 23 de outubro de 2017  |
| 37           | 12           | Carolina Dieckmann João Vicente de Castro | 25 de outubro de 2017  |
| 38           | 13           | Karol Conká Gabriel Leone                 | 26 de outubro de 2017  |
| 39           | 14           | Michel Teló                               | 27 de outubro de 2017  |
| 40           | 15           | Zico                                      | 30 de outubro de 2017  |
| 41           | 16           | Preta Gil Hugo Gloss                      | 31 de outubro de 2017  |
| 42           | 17           | Lucas Lucco                               | 01 de novembro de 2017 |
| 43           | 18           | Ingrid Guimarães                          | 02 de novembro de 2017 |
| 44           | 19           | Zezé Di Camargo & Luciano                 | 03 de novembro de 2017 |
| 45           | 20           | Marília Mendonça                          | 06 de novembro de 2017 |

### Terceira temporada (2018)
| N.º no prog. | N.º na temp. | Convidado(s)                       | Data de exibição       |
| ------------ | ------------ | ---------------------------------- | ---------------------- |
| 46           | 01           | Patricia Abravanel Tiago Abravanel | 12 de novembro de 2018 |
| 47           | 02           | Juliana Paes                       | 13 de novembro de 2018 |
| 48           | 03           | Angélica                           | 14 de novembro de 2018 |
| 49           | 04           | Bruno Gagliasso                    | 15 de novembro de 2018 |
| 50           | 05           | Cláudia Raia                       | 16 de novembro de 2018 |
| 51           | 06           | Grazi Massafera                    | 19 de novembro de 2018 |
| 52           | 07           | Lázaro Ramos                       | 20 de novembro de 2018 |
| 53           | 08           | Eliana                             | 21 de novembro de 2018 |
| 54           | 09           | Rubinho Barrichello Marcelo Médici | 22 de novembro de 2018 |
| 55           | 10           | Cid Moreira                        | 23 de novembro de 2018 |
| 56           | 11           | Caetano Veloso                     | 26 de novembro de 2018 |
| 57           | 12           | Elba Ramalho Roberta Miranda       | 27 de novembro de 2018 |
| 58           | 13           | Miguel Falabella                   | 28 de novembro de 2018 |
| 59           | 14           | Carlos Alberto de Nóbrega          | 29 de novembro de 2018 |
| 60           | 15           | Rouge                              | 30 de novembro de 2018 |
| 61           | 16           | Susana Vieira                      | 03 de dezembro de 2018 |
| 62           | 17           | Fernando & Sorocaba                | 04 de dezembro de 2018 |
| 63           | 18           | Iza Anavitória                     | 05 de dezembro de 2018 |
| 64           | 19           | Alice Braga Marco Pigossi          | 06 de dezembro de 2018 |
| 65           | 20           | Maiara & Maraisa                   | 07 de dezembro de 2018 |
| 66           | 21           | Reynaldo Gianecchini               | 10 de dezembro de 2018 |
| 67           | 22           | Ceará Gracyanne Barbosa            | 11 de dezembro de 2018 |
| 68           | 23           | Sonia Abrão                        | 12 de dezembro de 2018 |
| 69           | 24           | Alok Luísa Sonza                   | 13 de dezembro de 2018 |
| 70           | 25           | Paolla Oliveira                    | 14 de dezembro de 2018 |

### Quarta temporada (2019)
| N.º no prog. | N.º na temp. | Convidado(s)                        | Data de exibição    |
| ------------ | ------------ | ----------------------------------- | ------------------- |
| 71           | 01           | Fátima Bernardes                    | 15 de julho de 2019 |
| 72           | 02           | Taís Araújo                         | 16 de julho de 2019 |
| 73           | 03           | Rodrigo Santoro                     | 17 de julho de 2019 |
| 74           | 04           | Ana Maria Braga                     | 18 de julho de 2019 |
| 75           | 05           | Deborah Secco                       | 19 de julho de 2019 |
| 76           | 06           | Lulu Santos                         | 22 de julho de 2019 |
| 77           | 07           | Isis Valverde                       | 23 de julho de 2019 |
| 78           | 08           | José Aldo                           | 24 de julho de 2019 |
| 79           | 09           | Larissa Manoela                     | 25 de julho de 2019 |
| 80           | 10           | Chay Suede Rafael Vitti Laura Neiva | 26 de julho de 2019 |
| 81           | 11           | Selton Mello                        | 29 de julho de 2019 |

### Quinta temporada (2020)
| N.º no prog. | N.º na temp. | Convidado(s)                     | Data de exibição       |
| ------------ | ------------ | -------------------------------- | ---------------------- |
| 82           | 01           | Xuxa                             | 3 de novembro de 2020  |
| 83           | 02           | Luciano Huck                     | 4 de novembro de 2020  |
| 84           | 03           | Rafa Kalimann                    | 5 de novembro de 2020  |
| 85           | 04           | Alexandre Nero                   | 6 de novembro de 2020  |
| 86           | 05           | Babu Santana                     | 9 de novembro de 2020  |
| 87           | 06           | Camila Queiroz Klebber Toledo    | 10 de novembro de 2020 |
| 88           | 07           | Gloria Groove                    | 12 de novembro de 2020 |
| 89           | 08           | Agatha Moreira Rodrigo Simas     | 13 de novembo de 2020  |
| 90           | 09           | Emílio Dantas Fabiula Nascimento | 16 de novembro de 2020 |
| 91           | 10           | Fábio Assunção                   | 17 de novembro de 2020 |
| 92           | 11           | Vladimir Brichta                 | 18 de novembro de 2020 |
| 93           | 12           | Otaviano Costa                   | 19 de novembro de 2020 |
| 94           | 13           | Ana Furtado                      | 20 de novembro de 2020 |
| 95           | 14           | Carlinhos Maia                   | 21 de novembro de 2020 |

### Sexta temporada (2021)
| N.º no prog. | N.º na temp. | Convidado(s)                      | Data de exibição       |
| ------------ | ------------ | --------------------------------- | ---------------------- |
| 96           | 01           | Marcos Mion                       | 15 de novembro de 2021 |
| 97           | 02           | Leandro Hassum                    | 16 de novembro de 2021 |
| 98           | 03           | Ary Fontoura                      | 17 de novembro de 2021 |
| 99           | 04           | Lília Cabral                      | 18 de novembro de 2021 |
| 100          | 05           | Paola Carosella                   | 19 de novembro de 2021 |
| 101          | 06           | Gil do Vigor                      | 22 de novembro de 2021 |
| 102          | 07           | Zé Felipe Virginia Fonseca        | 23 de novembro de 2021 |
| 103          | 08           | Flávia Alessandra Heloísa Périssé | 24 de novembro de 2021 |
| 104          | 09           | Cláudia Abreu                     | 26 de novembro de 2021 |
| 105          | 10           | Juliette                          | 29 de novembro de 2021 |
| 106          | 11           | Rafael Portugal                   | 30 de novembro de 2021 |
| 107          | 12           | Rodrigo Lombardi                  | 1 de dezembro de 2021  |
| 108          | 13           | Thiaguinho Fiuk                   | 2 de dezembro de 2021  |
| 109          | 14           | Jojo Maronttinni                  | 3 de dezembro de 2021  |
| 110          | 15           | Eduardo Sterblitch                | 6 de dezembro de 2021  |

### Sétima temporada (2022)
| N.º no prog. | N.º na temp. | Convidado(s)                           | Data de exibição       |
| ------------ | ------------ | -------------------------------------- | ---------------------- |
| 111          | 01           | Sabrina Sato                           | 21 de novembro de 2022 |
| 112          | 02           | Tadeu Schmidt                          | 22 de novembro de 2022 |
| 113          | 03           | Felipe Neto                            | 23 de novembro de 2022 |
| 114          | 04           | Tony Ramos                             | 24 de novembro de 2022 |
| 115          | 05           | Paulo André Douglas Silva Pedro Scooby | 25 de novembro de 2022 |
| 116          | 06           | Gkay Jão                               | 28 de novembro de 2022 |
| 117          | 07           | Mateus Solano                          | 29 de novembro de 2022 |
| 118          | 08           | Letícia Colin Vitória Strada           | 30 de novembro de 2022 |
| 119          | 09           | Marcelo Adnet                          | 01 de dezembro de 2022 |
| 120          | 10           | Lexa Sônia Bridi                       | 02 de dezembro de 2022 |
| 121          | 11           | Boninho                                | 08 de dezembro de 2022 |
| 122          | 12           | Ferrugem                               | 09 de dezembro de 2022 |
| 123          | 13           | Rafael Cardoso Linn da Quebrada        | 12 de dezembro de 2022 |
| 124          | 14           | Luciana Gimenez                        | 13 de dezembro de 2022 |
| 125          | 15           | Fábio Porchat                          | 14 de dezembro de 2022 |

### Oitava temporada (2024)
| N.º no prog. | N.º na temp. | Convidado(s)                      | Data de exibição       |
| ------------ | ------------ | --------------------------------- | ---------------------- |
| 126          | 01           | Xuxa Angélica                     | 14 de outubro de 2024  |
| 127          | 02           | Nicolas Prattes                   | 15 de outubro de 2024  |
| 128          | 03           | Pedro Sampaio                     | 16 de outubro de 2024  |
| 129          | 04           | Alessandra Negrini                | 17 de outubro de 2024  |
| 130          | 05           | Samuel de Assis                   | 18 de outubro de 2024  |
| 131          | 06           | Pedro Bial                        | 21 de outubro de 2024  |
| 132          | 07           | Narcisa Tamborindeguy Inês Brasil | 22 de outubro de 2024  |
| 133          | 08           | Leandro Lima                      | 23 de outubro de 2024  |
| 134          | 09           | Dilsinho                          | 24 de outubro de 2024  |
| 135          | 10           | Xamã                              | 25 de outubro de 2024  |
| 136          | 11           | Ana Castela                       | 28 de outubro de 2024  |
| 137          | 12           | João Guilherme                    | 29 de outubro de 2024  |
| 138          | 13           | Déa Lúcia                         | 30 de outubro de 2024  |
| 139          | 14           | Eliane Giardini Marcos Caruso     | 31 de outubro de 2024  |
| 140          | 15           | Sérgio Mallandro                  | 1 de novembro de 2024  |
| 141          | 16           | Débora Falabella                  | 4 de novembro de 2024  |
| 142          | 17           | João Gomes                        | 5 de novembro de 2024  |
| 143          | 18           | Fabiana Karla                     | 6 de novembro de 2024  |
| 144          | 19           | Leticia Spiller                   | 7 de novembro de 2024  |
| 145          | 20           | Luís Miranda                      | 8 de novembro de 2024  |
| 146          | 21           | Matheus Nachtergaele              | 11 de novembro de 2024 |
| 147          | 22           | Marina Sena                       | 12 de novembro de 2024 |
| 148          | 23           | Rainer Cadete                     | 13 de novembro de 2024 |
| 149          | 24           | Antônio Fagundes                  | 14 de novembro de 2024 |
| 150          | 25           | Maria Beltrão                     | 15 de novembro de 2024 |
| 151          | 26           | Clara Moneke                      | 18 de novembro de 2024 |
| 152          | 27           | MC Livinho                        | 19 de novembro de 2024 |
| 153          | 28           | Ivete Sangalo                     | 20 de novembro de 2024 |
| 154          | 29           | Mônica Martelli                   | 21 de novembro de 2024 |
| 155          | 30           | Rafael Vitti                      | 22 de novembro de 2024 |

### Nona temporada (2025)
| N.º no prog. | N.º na temp. | Convidado(s)      | Data de exibição     |
| ------------ | ------------ | ----------------- | -------------------- |
| 156          | 01           | Rodrigo Faro      | 18 de agosto de 2025 |
| 157          | 02           | Serginho Groisman | 19 de agosto de 2025 |
| 158          | 03           | Cauã Reymond      | 20 de agosto de 2025 |

## Avaliações
Lady Night encerrou sua primeira temporada, sendo considerada a surpresa do ano com recorde de elogios e audiência, sendo vista por mais de 11 milhões de pessoas, colocando o Multishow na liderança da TV paga. Além da TV, bateu também recorde de acessos no aplicativo Multishow Play, sendo mais de 450 mil horas assistidas em mais de 1,5 milhão de visualizações.
A jornalista Cristina Padiglione publicou uma avaliação positiva sobre Lady Night em seu site. A jornalista disse que no comando da atração, Tatá Werneck é "rápida no raciocínio, sem pudor de ser palhaça, ela diverte, anarquiza, subverte a ordem dos fatores".

## Prêmios e indicações
| Ano  | Prêmio                    | Categoria                      | Trabalho                       | Resultado | Ref.          |
| ---- | ------------------------- | ------------------------------ | ------------------------------ | --------- | ------------- |
| 2017 | Prêmio Extra de Televisão | Melhor Programa                | Melhor Programa                | Venceu    |               |
| 2017 | Prêmio Extra de Televisão | Melhor Apresentador(a)         | Tatá Werneck                   | Venceu    |               |
| 2017 | Prêmio Jovem Brasileiro   | Melhor Programa de TV          | Melhor Programa de TV          | Indicado  |               |
| 2017 | Prêmio Contigo! Online    | Melhor Programa de TV          | Melhor Programa de TV          | Venceu    | [ 29 ]        |
| 2017 | Prêmio Contigo! Online    | Melhor Apresentadora           | Tatá Werneck                   | Venceu    | [ 29 ]        |
| 2018 | Troféu Imprensa           | Melhor Programa de TV          | Melhor Programa de TV          | Venceu    |               |
| 2018 | Troféu Internet           | Melhor Programa de TV          | Melhor Programa de TV          | Venceu    |               |
| 2018 | Troféu Internet           | Melhor Programa de Entrevistas | Melhor Programa de Entrevistas | Indicado  |               |
| 2018 | Troféu Internet           | Melhor Apresentadora           | Tatá Werneck                   | Indicado  |               |
| 2018 | Prêmio Extra de Televisão | Melhor Apresentador(a)         | Tatá Werneck                   | Venceu    |               |
| 2018 | Prêmio Extra de Televisão | Melhor Programa                | Melhor Programa                | Venceu    |               |
| 2018 | Troféu APCA               | Melhor Programa                | Melhor Programa                | Indicado  | [ 30 ]        |
| 2019 | Troféu Internet           | Melhor Programa de Auditório   | Melhor Programa de Auditório   | Indicado  |               |
| 2019 | Troféu Internet           | Melhor Programa de Entrevistas | Melhor Programa de Entrevistas | Indicado  |               |
| 2019 | Troféu Internet           | Melhor Programa de TV          | Melhor Programa de TV          | Indicado  |               |
| 2019 | Troféu Internet           | Melhor Apresentadora           | Tatá Werneck                   | Indicado  |               |
| 2019 | Troféu Imprensa           | Melhor Programa de Entrevistas | Melhor Programa de Entrevistas | Venceu    |               |
| 2019 | Melhores do Ano NaTelinha | Melhor Talk-show               | Melhor Talk-show               | Venceu    | [ 31 ]        |
| 2019 | Prêmio Contigo! Online    | Melhor Talk-show               | Melhor Talk-show               | Indicado  | [ 32 ]        |
| 2020 | Prêmio Contigo! Online    | Melhor Talk-show               | Melhor Talk-show               | Venceu    | [ 33 ]        |
| 2021 | Melhores do Ano           | Humor: Troféu Paulo Gustavo    | Tatá Werneck                   | Venceu    | [ 34 ]        |
| 2021 | Prêmio Contigo! Online    | Melhor Talk-show               | Melhor Talk-show               | Venceu    | [ 35 ] [ 36 ] |
| 2022 | Troféu Imprensa           | Melhor Programa de Entrevistas | Melhor Programa de Entrevistas | Venceu    | [ 37 ]        |
| 2022 | Melhores do Ano           | Humor: Troféu Paulo Gustavo    | Tatá Werneck                   | Venceu    | [ 38 ]        |
| 2024 | Melhores do Ano           | Humor: Troféu Paulo Gustavo    | Tatá Werneck                   | Indicada  | [ 39 ]        |
| 2024 | Prêmio APCA de Televisão  | Melhor Programa                | Melhor Programa                | Indicado  | [ 40 ]        |

## Lady and Bofe
Em junho de 2020, foi criado um spin-off do programa, intitulado Lady and Bofe. Nele, Tatá Werneck, junto com o ator Rafael Vitti, entrevistam casais famosos direto de sua casa, por conta da pandemia de COVID-19. O programa teve quatro episódios disponibilizados no canal oficial do Multishow no YouTube, entre 8 e 11 de junho, também exibidos na programação do canal.
| Nº | Exibição            | Convidados                            |
| -- | ------------------- | ------------------------------------- |
| 1  | 8 de junho de 2020  | Rodrigo Sant'Anna e Junior Figueiredo |
| 2  | 9 de junho de 2020  | Larissa Manoela e Leo Cidade          |
| 3  | 10 de junho de 2020 | Ludmilla e Brunna Gonçalves           |
| 4  | 11 de junho de 2020 | Michel Teló e Thaís Fersoza           |